# Hi Ân
Hi Ân (chữ Hán: 禧恩; 1784 - 1852), tự Trọng Phiên (仲蕃), Ái Tân Giác La, là một Tông thất của nhà Thanh trong lịch sử Trung Quốc. Ông là một Hoàng thân quốc thích có tầm ảnh hưởng lớn cuối thời Gia Khánh và suốt thời Đạo Quang, nhận được sự tín nhiệm của cả Đạo Quang Đế và Cung Từ Hoàng thái hậu.

## Cuộc đời
Hi Ân được sinh ra vào giờ Thìn, ngày 29 tháng 2 (âm lịch) năm Càn Long thứ 49 (1784), trong gia tộc Ái Tân Giác La. Ông là con trai thứ hai của Duệ Cung Thân vương Thuần Dĩnh, là em trai của Duệ Thận Thân vương Bảo Ân và là anh trai của Duệ Cần Thân vương Đoan Ân. Mẹ ông là Trắc Phúc tấn Lý Giai thị (李佳氏). Năm Càn Long thứ 58 (1793), tháng 10, ông được ban thưởng Đới hoa linh (戴花翎). Năm Gia Khánh thứ 6 (1801), tháng giêng, thưởng Đầu phẩm Mũ miện. Tháng 2 cùng năm thụ Đầu đẳng Thị vệ, ở Càn Thanh môn hành tẩu. Năm thứ 7 (1802), tháng 11, qua khảo phong, ông được phong tước Trấn quốc Tướng quân. Năm thứ 10 (1805), tháng 9, thụ Loan Hưng sử (鑾興使). Tháng 11 cùng năm, thụ Chính Lam kỳ Mông Cổ Phó Đô thống. Năm thứ 11 (1806), tháng 2, thụ Ngự tiền Thị vệ. Tháng 10 cùng năm, nhậm Thượng Tứ viện Khanh. Năm thứ 12 (1807), tháng 3, ông bị cách chức Loan Hưng sử, chuyển làm Phụng Thần viện Khanh (奉宸院卿). Năm thứ 15 (1810), tháng 10, nhậm Nội các Học sĩ. Năm thứ 17 (1812), tháng 4, thụ Chính Hoàng kỳ Hộ quân Thống lĩnh. Năm thứ 18 (1813), tháng 6, chuyển Tương Bạch kỳ Mãn Châu Phó Đô thống. Tháng 7 cùng năm, ông bị cách chức Hộ quân Thống lĩnh. Tháng 9, thụ Lý Phiên viện Thị lang.
Năm thứ 19 (1814), tháng 2, thụ Hưởng Hưng sứ, nhưng lại bi cách chức Ngự tiền Thị vệ. Tháng 3 cùng năm, chuyển làm Binh bộ Thị lang, quản lý sự vụ Kiện Duệ doanh (健銳營). Tháng 5 thụ Tương Bạch kỳ Hộ quân Thống lĩnh, nhưng đến tháng 7 thì lại bị cách chức. Tháng 11, quản lý sự vụ Viên Minh viên. Năm thứ 20 (1815), tháng giêng, nhậm Tổng quản Nội vụ phủ đại thần. Năm thứ 21 (1816), tháng 7, quản lý Công trình xử sự vụ. Năm thứ 22 (1817), tháng 3, chuyển Hộ bộ Thị lang. Năm thứ 24 (1819), tháng 9, thụ Ngự tiền Thị vệ. Năm thứ 25 (1820), ngày 25 tháng 7, Gia Khánh Đế đột ngột băng hà ở Hành cung Nhiệt Hà. Ông khi ấy thân là Tổng quản Nội vụ phủ đại thần, đã cùng các Tông thất khác kiến nghị, lại nhận được tán đồng từ ý chỉ của Trung cung Hoàng thái hậu cùng Thụy Thân vương Miên Hân, chính yếu có Quân cơ đại thần quyết định mở hộp Ngự thư Thánh chỉ, lập Hoàng thứ tử Miên Ninh kế thừa đại thống, tức Đạo Quang Đế. Tháng 10 cùng năm, quản lý sự vụ Nhạc bộ.
Năm Đạo Quang nguyên niên (1821), tháng 2, thụ Kinh diên Giảng quan (經筵講官). Tháng 8 cùng năm, Loan Hưng vệ Chưởng nha sự đại thần (鑾興衛掌衙事大臣), Chính Hồng kỳ Hán quân Đô thống, quản lý Viên Minh viên Bát kỳ Nội vụ phủ Tam kỳ sự vụ, được ban thưởng dùng Tử cương. Năm thứ 2 (1822), tháng 2, nhậm Lý Phiên viện Thượng thư. Tháng 3 cùng năm, chuyển Tương Bạch kỳ Mãn Châu Đô thống. Tháng 6, ông tiếp nhận đại thần Văn Phu (文孚), đảm nhiệm chức Công bộ Thượng thư (kế nhiệm ông là Quân cơ đại thần Mục Chương A (穆彰阿)). Tháng 8 thụ Tương Hoàng kỳ Lĩnh thị vệ Nội đại thần. Năm thứ 5 (1825), tháng 5, quản lý sự vụ Phụng Thần viện. Tháng 7 cùng năm, thụ Duyệt binh đại thần. Năm thứ 6 (1826), tháng 2, điều Chính Hoàng kỳ Mãn Châu Đô thống. Tháng 12 cùng năm, ông thay Anh Hòa giữ chức Hộ bộ Thượng thư. Năm thứ 8 (1828), tháng 2, thưởng thêm hàm Thái tử Thiếu bảo (太子少保), thay quyền Lại bộ Thượng thư. Năm thứ 10 (1830), tháng 9, thụ Chính Hồng kỳ Mãn Châu Đô thống, Tổng Am đạt (總諳達).
Năm thứ 12 (1832), tháng 8, nhậm chức Lưỡng Quảng Tổng đốc. Tháng 9 cùng năm, ông được tấn phong tước Bất nhập Bát phân Phụ quốc công, thưởng Tam nhãn Hoa linh. Năm thứ 13 (1833), tháng 5, vì duyên sự mà ông bị cách chức Ngự tiền Đại thần, Lý Phiên viện Thượng thư. Tháng 6 cùng năm, quản lý sự vụ Ung Hòa cung. Năm thứ 14 (1834), tháng 7, quản lý sự vụ Trung Chính điện. Tháng 8 cùng năm, quản lý Hàm An cung quan học. Năm thứ 15 (1835), tháng 6, quản lý sự vụ Văn Uyên các. Tháng 9 cùng năm, thưởng thêm hàm Thái tử Thái bảo (太子太保). Năm thứ 16 (1836), tháng 7, ông tiếp nhận Phụ quốc công Dịch Hạo, nhậm chức Binh bộ Thượng thư (kế nhiệm ông là đại thần Thành Cách (成格)), thụ Sùng Văn môn Giám đốc. Năm thứ 18 (1838), tháng 4, ông bị cách chức gần hết các chức vụ, nhưng vẫn được giao quản lý sự vụ Viên Minh viên Bát kỳ Nội vụ phủ Tam kỳ. Năm thứ 22 (1842), tháng 5, thụ Lý Phiên viện Tả thị lang. Tháng 9 cùng năm, thụ Thịnh Kinh Tướng quân. Đến năm thứ 25 (1845), tháng 9, vì bị bệnh nên ông xin cáo chức. Năm thứ 26 (1846), tháng 9, vì sơ suất dân gian nên ông bị hàng tước Trấn quốc Tướng quân (鎭國將軍).
Năm Hàm Phong nguyên niên (1851), tháng giêng, thụ Hộ bộ Hữu thị lang. Tháng 9 cùng năm, thụ Chính Hồng kỳ Hán quân Đô thống. Tháng 10, điều Hộ bộ Tả thị lang. Tháng 11, thay quyền Tương Hồng kỳ Mãn Châu Phó Đô thống. Năm thứ 2 (1852), tháng 5, do được Hàm Phong Đế đề bạt, ông một lần nữa nhậm chức Hộ bộ Thượng thư, thay cho đại thần Dụ Thành (裕誠) - anh cả của Hiếu Thận Thành Hoàng hậu. Tháng 8 cùng năm, quản lý Tương Bạch kỳ Tổng tộc. Tháng 9, nhậm Quốc sử quán Chính tổng tài (國史館正總裁), thụ Hiệp bạn Đại học sĩ (協辦大學士), quản lý Lý Phiên viện sự vụ. Tháng 10, thụ Tương Hoàng kỳ Mông Cổ Đô thống, quản lý sự vụ Tân phiên Doanh trại. Cùng năm này, ngày 17 tháng 11 (âm lịch), giờ Sửu, ông qua đời, thọ 69 tuổi.

## Gia quyến

### Thê thiếp
- Nguyên phối: Đông Giai thị (佟佳氏), con gái của Tuần phủ Đông Hưng (佟興).
- Kế thất: Ô Lương Hải Tế Lặc Mạc Đặc thị (烏梁海濟勒莫特氏), con gái của Khách Nhĩ Thấm Thân vương Ba Gia Nhĩ (巴咱爾).
- Thứ thiếp:
  - Trương thị (張氏), con gái của Trương Đạt (張達).
  - Trương thị (張氏), con gái của Trương Minh (張明).
  - Diêm thị (閻氏), con gái của Diêm Đại (閻大).
  - Mạnh thị (孟氏), con gái của Mạnh Đại (孟大).
  - Lý thị (李氏), con gái của Lý Đại (李大).

### Con trai
1. Vinh Thọ (榮壽; 1805 - 1865), mẹ là Đích Phu nhân Đông Giai thị. Được phong làm Phụ quốc Tướng quân (輔國將軍) kiêm Đầu đẳng Thị vệ (頭等侍衛). Có một con trai.
2. Thành Thọ (成壽; 1812 - 1815), mẹ là Thứ thiếp Trương thị (con gái của Trương Đạt). Chết yểu.
3. Hanh Thọ (亨壽; 1814 - 1872), mẹ là Thứ thiếp Trương thị (con gái của Trương Đạt). Vô tự.
4. Sùng Thọ (崇壽; 1819 - 1849), mẹ là Kế Phu nhân Ô Lương Hải Tế Lặc Mạc Đặc thị. Được phong làm Phụ quốc Tướng quân (輔國將軍). Vô tự.
5. Trưng Thọ (徵壽; 1820 - 1865), mẹ là Kế Phu nhân Ô Lương Hải Tế Lặc Mạc Đặc thị. Được phong làm Phụ quốc Tướng quân (輔國將軍) kiêm Nhị đẳng Thị vệ (二等侍衛). Có một con trai.
6. Phong Thọ (豐壽; 1823 - 1842), mẹ là Kế Phu nhân Ô Lương Hải Tế Lặc Mạc Đặc thị. Vô tự.
7. Cung Thọ (恭壽; 1824 - 1834), mẹ là Kế Phu nhân Ô Lương Hải Tế Lặc Mạc Đặc thị. Chết yểu.
8. Hưng Thọ (興壽; 1827 - 1869), mẹ là Kế Phu nhân Ô Lương Hải Tế Lặc Mạc Đặc thị. Được phong làm Phụ quốc Tướng quân (輔國將軍) kiêm Tam đẳng Thị vệ (三等侍衛). Có năm con trai.
9. Bình Thọ (平壽; 1837 - 1842), mẹ là Thứ thiếp Lý thị. Chết yểu.
10. Bành Thọ (彭壽; 1839 - 1890), mẹ là Thứ thiếp Diêm thị. Năm 1854 được cho làm con thừa tự của Khiêm Ân (謙恩) - em trai út của Hi Ân. Vô tự.
11. Minh Thọ (明壽; 1847 - 1868), mẹ là Thứ thiếp Mạnh thị. Vô tự.